# Токайський університет
Токайський університет (яп. 東海大学 Токай Дайгаку) — приватний японський університет з центральним кампусом в Токіо, заснований в 1942 році.

## Історія
Університет Токай був заснований доктором Шигеосі Мацумае в 1942 році. Він відкрив Авіаційний науковий коледж, як прообраз Токайського університету Сідзуока в 1943 році. Університет Токай був акредитований в рамках старої освітньої системи Японії в 1946 році і переатестований в новій системі освіти в 1950 році. У 2008 році Токайський університет, Університет Кюсю Токай і Університет Хоккайдо Токай були об'єднані і реорганізовані в Токайський університет.
Університетська система Токай є одним з найбільших загальноосвітніх та дослідницьких організацій в Японії. Сьогодні Токайський університет складається з восьми кампусів в Саппоро (Хоккайдо), Таканава (Токіо), Йоуогі (Токіо), Шонан (Канагава), Ісехара (Канагава), Сімідзу (Сідзуока), Кумамото (Кумамото) і Аст (Кумамото) в які входять більше 20 вищих вищих шкіл та факультетів.
Аспірантура пропонує слухачам більше 20 курсів різних напрямів науки. Загальна чисельність учнів становить близько 30 000 осіб, у тому числі 700 іноземних студентів.
1 листопада 2017 року університет Токай відзначив своє 75 річний ювілей.

## Система бакалаврату
- Вища школа гуманітарних наук (цивілізація, азійська цивілізація, європейська цивілізація, американська цивілізація, дослідження Півночі, історія, японська література, письменницька творчість, англійська мова, дослідження ЗМІ, психологічні і соціологічні дослідження)
- Вища школа політичних і економічних наук (політична наука, економіка, управління бізнесом)
- Вища юридична школа
- Вища школа гуманітарних наук і культури (розвиток людини, мистецтва, міжнародне навчання)
- Вища школа фізичного виховання (фізична культура, комбіновані види спорту, дзюдо і кендо, фізичний відпочинок, спорт і відпочинок)
- Вища школа точних наук (математика, математичні науки, фізика, хімія)
- Вища школа інформатики і технологій (людська та інформаційна наука, прикладна комп'ютерна інженерія)
- Вища інженерна школа (прикладна біохімія, прикладна хімія, технологія оптики і візуалізації, атомна техніка, електрична та електронна техніка, матеріалознавство, архітектура і будівництво, цивільне будівництво, прецизійна інженерія, машинобудування, первинне інженерне проектування, аеронавтика і космонавтика, біомедична інженерія)
- Вища школа туризму
- Школа інформаційних і телекомунікаційних технологій (інформаційно-інформаційні технології, вбудована технологія, інженерні системи управління, зв'язок і мережева інженерія)
- Школа морської науки і техніки (морські цивілізації, екологічні та соціальні питання, морська наука і наука про Землю, рибальство, прикладна біологічна наука, морська біологія, океанічна інженерія, морське цивільне будівництво, морські мінеральні ресурси, морська наука, навігація)
- Вища школа медицини
- Школа медичних наук (догляд за хворими, соціальна робота)
- Школа вивчення бізнесу (управління бізнесом)
- Школа ділового адміністрування (управління бізнесом, управління туризмом)
- Школа промислової інженерії (екологічні науки, електроніка та інтелектуальні системи)
- Школа промислової техніки (технологія виробництва, інформаційна інженерія, архітектура та цивільне будівництво)
- Вища школа сільського господарства
- Школа міжнародних культурних відносин
- Школа біологічної науки і техніки
- Школа біологічної інженерії

## Філії університету за межами Японії
- Європейський центр університету Токай (Данія)[3]
- Віденський центр університету Токай (Австрія)[4]
- Тихоокеанський центр університету Токай (Гаваї)[5]
- Азійський центр університету Токай (Таїланд)[6]
- Сеульський центр університету Токай (Південна Корея)[7]
- Російський центр університету Токай (Владивосток)

## Медична освіта
Університетські клініки, що входять в систему медичного науково-практичного навчання Університету Токай:
- Центральна університетська клініка (включає Центр невідкладної медичної допомоги)
- Університетська клініка Оїсо
- Університетська клініка Токіо
- Університетська клініка Хатіодзі

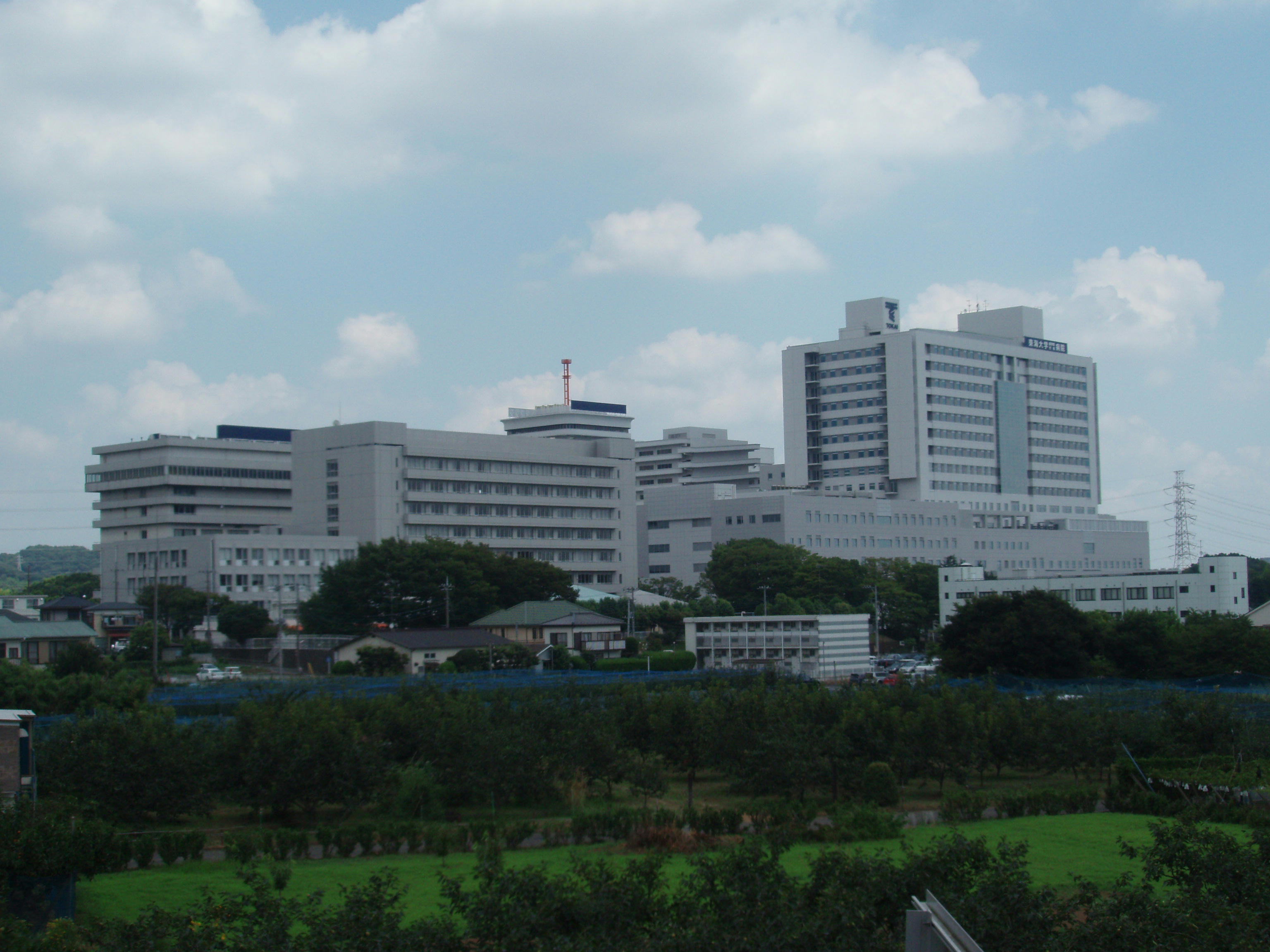
Центральна університетська клініка
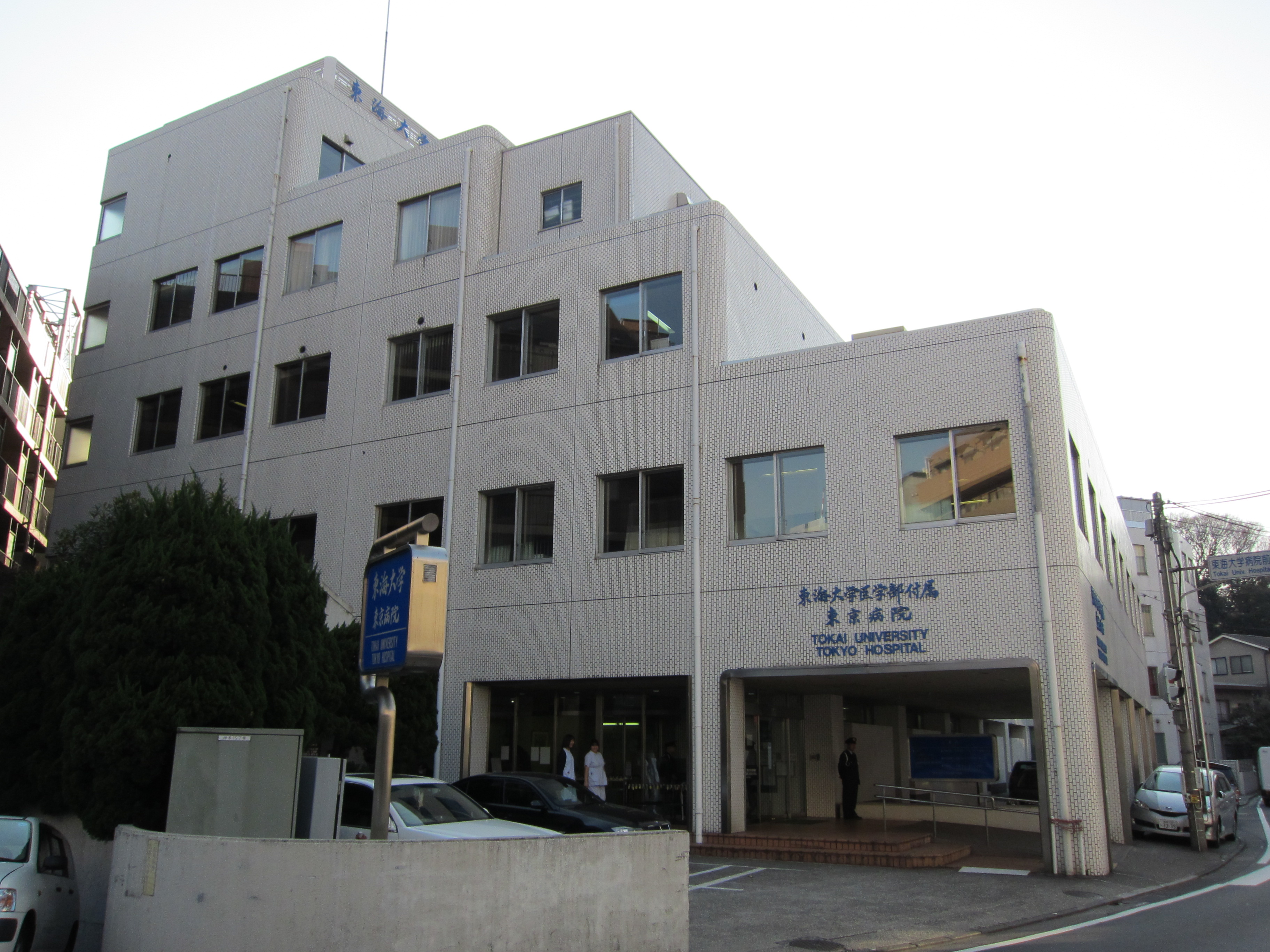
Університетська клініка в Токіо
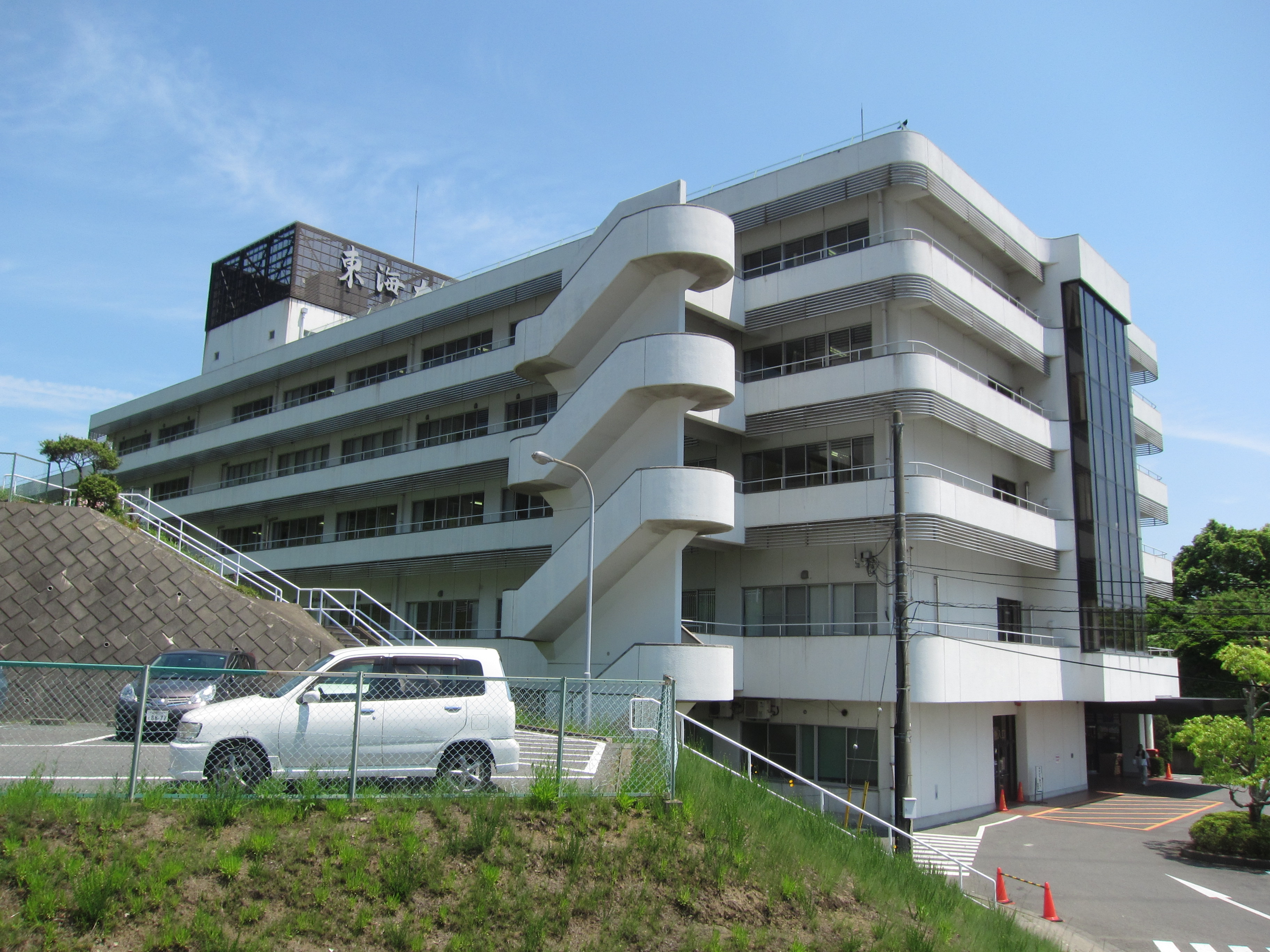
Університетська клініка в Оїсо
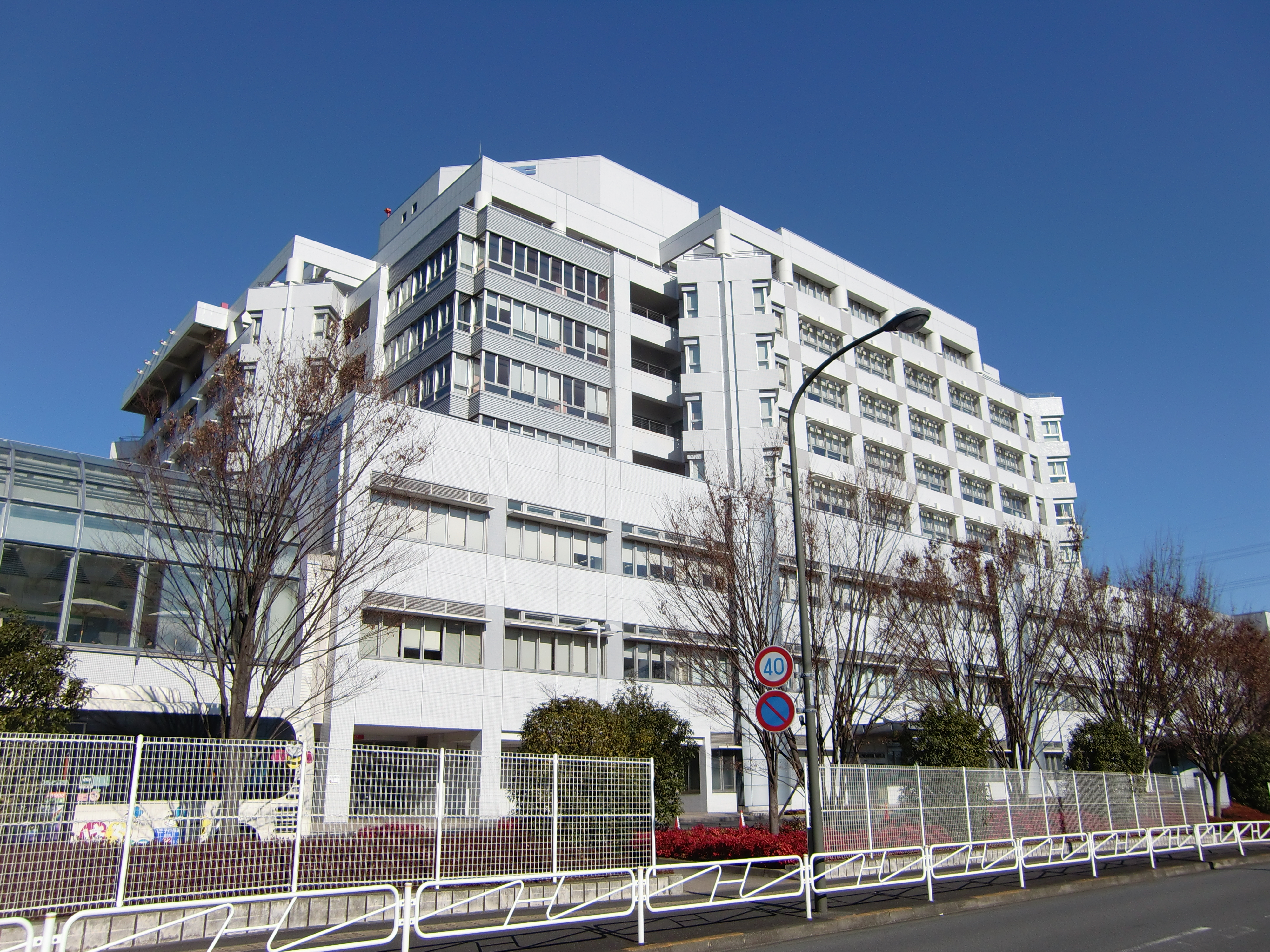
Університетська клініка в Хатіодзі

## Університет Хоккайдо Токай
Університет Хоккайдо Токай (яп.  北海道東海大学 Хоккайдо Токай Дайгаку) — філія університету Токай на Хоккайдо.
Університет Хоккайдо Токай був заснований в 1977 році. Основні напрями освітніх програм — суспільні науки, природничі науки, електроніка, дизайн та архітектура. Активно співпрацював з ІСАА МДУ з питань обміну студентами.
У 2008 році університет Хоккайдо Токай був об'єднаний з центральним університетом Токай, розташованим в Токіо.